# Произволно самозараждане
Произволно (спонтанно) самозараждане (витализъм) е хипотеза, според която животът на Земята е възникнал от само себе си, спонтанно и без намесата на външна сила. Тази теория възниква през Древността, а по-късно е била поддържана и от християнската църква. Теорията твърди, че от различни биологични продукти, смесени по подходящ начин, могат да се образуват живи същества, като мухи, мишки, плъхове и други. Хипотезата достига такава популярност през Средновековието, че дори са се предлагали рецепти за възникването на различни животни от мръсно бельо и други. Давали са се и рецепти даже за възникването на човек.
През 16 век италианският учен Франческо Реди убедително доказва, че тази хипотеза е изначално грешна, след като провежда редица експерименти (т. нар. „опити на Реди“). Доказването на погрешността на тази хипотезата му донася доста проблеми и сблъсъци с църквата. През 19 век френският учен Луи Пастьор по много убедителен начин, чрез по-усъвършенствани експерименти доказва верността на твърденията на Реди. След опитите на Пастьор хипотезата за спонтанното самозараждане на живота окончателно пропада.